# Carcross (Yukon)
Carcross, originalmente conhecida como "Caribou Crossing", é uma comunidade não incorporada no território canadense de Yukon. Está próxima ao Lago Bennett e ao Lago Nares. É o lar da primeira nação Carcross e Tagish. No censo canadense de 2011, a comunidade tinha uma população de 289 habitantes.
Está localizada mais precisamente a 74 quilômetros ao sul/sudeste pela estrada do Alasca e Klondike Highway de Whitehorse. A extremidade sul da estrada de Tagish está em Carcross. A localidade de Carcross também está na White Pass e na Yukon Route.